# Cryphia atlantis
Cryphia atlantis is een vlinder uit de familie van de uilen (Noctuidae). De wetenschappelijke naam van de soort is voor het eerst geldig gepubliceerd in 1935 door Schwingenschuss.